# Цнинский канал
Цнинский канал — канал на реке Цне в Вышнем Волочке, часть Вышневолоцкой водной системы.
Вскоре после строительства Гагаринского канала, соединившего волжский и балтийский бассейны, выявились слабые места новой системы. В 1719 году гидротехник-самоучка, новгородский купец монгольского происхождения Сердюков приступил к работам по усовершенствованию водного пути. Чтобы обойти извилистый рукав стремительной Цны, в 1722 году было прорыто спрямляющее реку русло с юго-востока на северо-запад длиной 1280 метров, названное Цнинским каналом. На выходе из него был сооружён шлюз. Во время последующих масштабных работ на водной системе 1810-х годов, на канале в 800 метрах выше прежнего шлюза был построен дополнительный шандорный полушлюз. Он позволил подпереть уровень воды и обезопасить выход судов из канала. Тогда же стены канала были отделаны гранитом, его ширина составила 10 саженей. К началу XX века глубина канала составляла 4 — 5 аршинов. В 1920-х годах, когда судоходство по каналу прекратилось и он использовался только для лесосплава, шлюзы были перестроены в бейшлоты. Канал и его набережные признаны объектами культурного наследия.